# アリシア・クリスチャンズ
アリシア・クリスチャンズ（Alycia Chrystiaens、2001年1月12日 - ）は、フランスの女子ラグビー選手。

## プロフィール
- フランス出身[1]。
- 身長 165cm、体重 52kg
- ポジションはフランカー(FL)。

## 略歴
2022年、ラグビーワールドカップセブンズ2022の7人制女子フランス代表に選ばれて3位に貢献。